# Tetrastichus tyrtaeus
Tetrastichus tyrtaeus är en stekelart som först beskrevs av Walker 1839.  Tetrastichus tyrtaeus ingår i släktet Tetrastichus och familjen finglanssteklar. Inga underarter finns listade i Catalogue of Life.